# 오렌지호
오렌지호는 장흥해운과 노력항이 운항하고 있는 장흥 노력항과 제주 성산포항을 왕복하는 초쾌속 카페리선이다. 속력은 40노트이며, 이는 국내에서 포항과 울릉도를 왕복하는 썬플라워호 다음으로 빠른 속력이다. 이 배를 통해 제주를 가는 데에 소요시간은 단 1시간 30분이다. 이는 육지에서 제주도를 가는 배들 중 가장 소요시간이 짧으므로, 육지에서 제주까지 가는 데에 가장 빠른 배이다. 2011년 기준으로 오렌지호 취항 1주년 기념으로 오렌지 2호가 생겨 1호와 2호로 나뉘어 있다.
현재는 오렌지1호는 인천-백령도 노선으로 이동하여 '하모니플라워'호로 선박명을 변경하여 운항중이며, 오렌지2호는 묵호-울릉도 노선으로 이동하여 '썬플라워2호'로 선박명을 변경하여 운항중이다. 이를 대신하여 최신형 쾌속선 'New 오렌지호'가 전남 장흥-제주 성산 노선을 운항하고 있다.  New 오렌지호는 4,200톤급 초대형 쾌속선으로 825명 정원에 차량 85대를 선적할 수 있으며, 운항시간은 2시간 20분 소요된다. 제주 노선 가운데 가장 큰 쾌속선으로 제이에이치페리(구,장흥해운)에서 운항한다.

## New 오렌지호
전남 장흥-제주 성산 구간은 최신예 쾌속선 NEW 오렌지호가 운항중이며, 여객정원은 일반석 637석, 우등석 188석으로 총 825석이며, 차량은 85대를 선적할 수 있다.
내부에 다양한 편의시설을 구비하였으며, 기존 선박에 비해 두배가량 커진 쾌속선이다. 4,200톤에 전장 81m, 전폭 26m의 크기로 2012년 3월부터 교체되어 운항중이다.

## 하모니플라워호

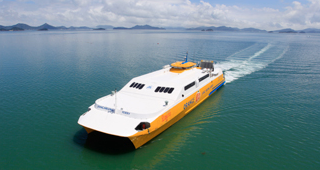
오렌지호(현,하모니플라워호).

호주에서 제작된 40노트의 쌍동 쾌속 카페리선이다. 최대 사람 564명과 차량 70대를 실을 수 있다. 2,400톤의 무게를 가졌으며, 전장 71m와 전폭 19m의 크기다. 2010년 7월 3일에 취항했다.
현재는 인천-백령도 구간으로 노선을 변경하여 운항중이며, 선박명도 하모니플라워호로 변경되었다. 제이에이치페리 소속의 선박.

## 썬플라워 2호

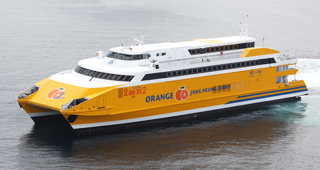
오렌지 2호(현,썬플라워2호).

대한민국에서 가장 큰 규모의 쾌속선박이다. 이에 걸맞게 805명의 인원과 승용차 152대를 실을 수 있으며, 놀이방과 카페 등의 시설이 구비된 어마어마한 크기의 선박이지만, 속력은 1호보다 느린 37노트이다. 소요시간도 1호보다 느린 2시간 20분이 소요된다. 현재는 강원도 묵호-울릉도 구간으로 노선을 변경하여 운항중이며, 선박명도 썬플라워2호로 바뀌었다.  1996년 네덜란드에서 건조되었다.

## 같이 보기
- 장흥해운
- 노력항